# Plano (Chorwacja)
Plano – wieś w Chorwacji, w żupanii splicko-dalmatyńskiej, w mieście Trogir. W 2011 roku liczyła 553 mieszkańców.